# Prahlad Džani
Prahlad Džani (angl. přepis Prahlad Jani), také známý jako Mataji (narozen jako Chunriwala Mataji; 13. srpna 1929 – 26. května 2020) byl indický sádhu. Tvrdil, že od roku 1940 žil bez jídla a vody, a že jej vyživovala bohyně Amba.

## Dětství, raná dospělost
Džani vyrůstal ve vesnici Charada v oblasti Mehsana. Podle svých slov v sedmi letech opustil domov a začal žít v džungli.
V 11 letech prodělal náboženský zážitek a stal se následovníkem hindské bohyně Amby. Od té doby se odíval jako ženské uctívačky Amby: nosil červený oděv ve stylu sárí, bižuterii a rudé květy ve svých dlouhých vlasech. Džani byl známý jako Mataji („zjevení Velké Matky“). Věřil, že bohyně mu poskytuje tekutou výživu nebo vodu, která kape skrze otvor v jeho patře, což mu umožňuje žít bez jídla a vody.
Od sedmdesátých let 20. století Džani žil jako poustevník v jeskyni v deštném pralese u chrámu Gujarati v Ambaji, vstával ve 4 hodiny ráno každý den a většinu času trávil meditací.

## Pozorování
V roce 2003 proběhlo první pozorování Džaniho, v roce 2010 druhé, obou se zúčastnil Sudhir Shah, neurolog ze Sterling Hospitals v Ahmadábádu, který zkoumá osoby, které o sobě tvrdí, že mají výjimečné duševní schopnosti, včetně jiných prániků jako např. Hira Ratan Manek. V obou případech pozorovatelé potvrdili Džaniho schopnost přežít ve zdraví bez jídla a vody během testovacího období, ačkoliv ani jedna ze studií nebyla publikována v odborných periodicích. Na dotazy ohledně experimentu z r. 2010 odpověděl mluvčí armádní indické výzkumné agentury DRDO, že výzkumné objevy jsou „tajné“ dokud nebudou formulovány závěry a další oficiální tisková zpráva výzkumného týmu oznámila, že jakákoliv interní informace může být publikována pouze se souhlasem hlavního účastníka výzkumu agentury DIPAS.[zdroj?] Nezainteresovaní výzkumníci a jiní kritici zpochybnili platnost těchto výzkumů a vyjádřili své přesvědčení, že ačkoliv je možné přežít bez jídla a vody několik dní, není to možné po několik let. Zejména z toho důvodu, že by organismu chyběla klíčová energetická látka – glukóza. Věrohodnost Matajiho tvrzení nebyla nikdy nezávisle potvrzena s ohledem na fakt, že všechny testy byly prováděny v Indii.

### Výzkum z roku 2003
V r. 2003 pozoroval Sudhir Shah a další lékaři Džaniho ve Sterling Hospital po dobu 10 dní. Džani byl v uzavřené místnosti a dostával pouze 100 mililitrů vody denně, kterou používal na vypláchnutí úst. Lékaři tvrdí, že během sledování nevyloučil žádnou moč ani stolici, ale že moč se formovala v močovém měchýři. Mluvčí nemocnice řekl, že Džani je fyzicky v pořádku, ale poznamenal, že otvor v patře je nenormální jev. Skutečnost, že Džaniho váha během 10 dní mírně klesla, vrhla určité podezření na jeho tvrzení, že může žít bez jídla neomezeně dlouho.

### Výzkum z roku 2010
Od 22. dubna do 6. května 2010 byl Džani opětovně sledován a zkoumán Sudhirem Shahem a týmem 35 výzkumníků z indické agentury DIPAS (Defence Institute of Physiology and Allied Sciences) a dalších organizací. Ředitel DIPASu řekl, že výsledky výzkumu by mohly „významně prospět lidstvu“, od „vojáků přes oběti přírodních katastrof až po kosmonauty“ – všem těm, kteří musí přežít dlouhá období bez jídla či vody. Testy proběhly opět ve Sterling Hospitals. Professor Anil Gupta, Professor Anil Gupta ze SRISTI který dohlížel na průběh výzkumu, řekl, že tým byl „zaujat“ Džaniho jogínskými technikami, které mu umožňují kontrolovat tělesné funkce.
Tým podroboval Džaniho dennímu klinickému vyšetření, krevním testům a skenům. Džani byl pod nepřetržitým dohledem buď několika kamer, nebo osobním pozorováním. Badatelé říkají, že Džani opouštěl pozorovací místnost na testy a kvůli pobytu na slunci – při tom byl neustále nahráván na kameru. Podle výzkumníků spočíval Džaniho jediný kontakt s tekutinou v kloktání a od pátého dne pozorování občasné koupání. Toaleta v Džaniho místnosti byla zapečetěná, aby se prokázalo jeho tvrzení, že nepotřebuje močit ani vylučovat stolici.
Po patnácti dnech pozorování, během kterých údajně nejedl, nepil ani nechodil na záchod, byly všechny lékařské testy vyhodnocené jako normální a výzkumníci popsali jeho zdravotní stav jako lepší než lidí polovičního věku. Lékaři také prohlásili, že ačkoliv množství tekutiny v Džaniho močovém měchýři se měnilo a že Džani nejspíše „je schopen produkovat moč v měchýři“, moč nevylučoval. Na základě úrovně leptinu a ghrelinu (dva hormony související s chutí k jídlu), badatelé z DRDO předpokládali, že Džani mohl vykazovat extrémní formu adaptace organismu na hlad a omezení příjmu vody. DIPAS v r. 2010 prohlásil, že jsou plánované další výzkumy, jejichž předmětem bude zkoumání mechanismu vylučování metabolického odpadu z Džaniho těla, získávání energie pro vyživování jeho organismu a způsob hydratace jeho těla.

#### Reakce
Dr. Michael Van Rooyen, ředitel Harvard Humanitarian Initiative, odmítl výsledky pozorování jako „nemožná“ s tím, že těla hluboce podvyživených lidí rychle spotřebovávají své vlastní zásoby, což vede k selhání jater, tachykardii (zvýšená tepová frekvence) a srdečnímu selhání. Mluvčí American Dietetic Association prohlásil, že lidské tělo může přežít pouze o vodě, ačkoliv ne zdravě a že bez příjmu stravy nelze dodat potřebné množství vitamínů a minerálů. Nutriční badatel Peter Clifton rovněž nesouhlasil se závěry studie a obvinil výzkumný tým z „podvodu“, když Džanimu dovolili kloktat a koupat se. Také prohlásil, že člověk průměrné váhy by po „15 až 20 dnech“ bez vody zemřel. Lidé, kteří nepřijímají jídlo a vodu, aby vyvolali zdání nadpřirozených schopností, často umírají. Sanal Edamaruku připodobnil experiment k frašce, protože tým dovolil Džanimu odejít mimo záběry kamer údajně proto, aby Džani přijal osoby, které ho uctívají, a také mohl opustit střeženou místnost kvůli opalování. Edamaruku také řekl, že kloktání a koupání nebylo dostatečně monitorováno. Také mu nebylo umožněno zúčastnit se obou výzkumů a obvinil Džaniho z toho, že má „vlivné ochránce“, kteří Edamarukovi nepovolili se s podmínkami a průběhem výzkumu blíže seznámit, ačkoliv byl k tomu vyzván během živého televizního vysílání. Indian Rationalist Association vysledovala, že osoby, které o sobě tvrdily, že mají podobné schopnosti, byly posléze usvědčeny z podvodu.
V září 2010 oznámil dr. Shah, že vědci z Rakouska a Německa nabídli navštívit Indii a podrobit Džaniho dalšímu výzkumu spolu s dalšími vědci z USA. Džani se dalších výzkumů hodlal zúčastnit.

## Vystoupení v televizi a na veřejnosti
V r. 2006 vysílal Discovery Channel dokument s názvem The Boy with Divine Powers (v překladu „Hoch s božskými schopnostmi“), ve kterém vystoupili Džani a Shah v pětiminutovém rozhovoru. V r. 2010 publikovala Independent Television Network (ITN) článek a video, ve kterém se Džani vyjadřoval k výzkumu z r. 2010. Ve stejném roce vystoupil Džani v rakouském dokumentu Am Anfang war das Licht („Na počátku bylo světlo“).
V říjnu 2010 odvysílal italský program Rai 2 pořad Voyager („Cestovatel“), který o Džanim a výzkumech rozsáhle informoval.
V říjnu 2011 byl Džani param pujya (vedoucí obřadu) na velikém shobha yatra (hinduistické procesí), které se konalo poblíž Gándhínagaru. Během procesí bylo proneseno 1000 recitací k bohyni Durga.